# Novafabricia gerdi
Novafabricia gerdi är en ringmaskart som först beskrevs av Hartmann-Schröder 1974.  Novafabricia gerdi ingår i släktet Novafabricia och familjen Sabellidae. Inga underarter finns listade i Catalogue of Life.